# Comuna Kuibîșeve, Bobrîneț
Kuibîșeve (în ucraineană Куйбишеве) este o comună în raionul Bobrîneț, regiunea Kirovohrad, Ucraina, formată din satele Kirove, Kuibîșeve (reședința), Osîkuvate și Uleanivka.

## Demografie
Componența lingvistică a comunei Kuibîșeve
     Ucraineană (93,87%)
     Rusă (4,6%)
     Alte limbi (0,63%)
Conform recensământului din 2001, majoritatea populației comunei Kuibîșeve era vorbitoare de ucraineană (93,87%), existând în minoritate și vorbitori de rusă (4,6%).